# Scambus ephialtoides
Scambus ephialtoides är en stekelart som beskrevs av Joseph Augustine Cushman 1917. Scambus ephialtoides ingår i släktet Scambus och familjen brokparasitsteklar. Inga underarter finns listade i Catalogue of Life.